# Estación Ireneo Portela
Ireneo Portela es una estación ferroviaria y pequeña población ubicada en la localidad de Ireneo Portela, en el Partido de Baradero, Provincia de Buenos Aires, República Argentina. 

## Toponimia
Lleva su nombre en homenaje al doctor Ireneo Portela, diputado, constituyente y ministro provincial.

## Servicios
Hasta 1977 prestaba servicios de pasajeros pero fue desmantelado ese año, actualmente es sólo de cargas. Sus vías corresponden al Ramal CC del Ferrocarril General Belgrano. Sus vías e instalaciones están concesionadas a la empresa Trenes Argentinos Cargas.